# بيت أمين
بيت أمين هي قرية فلسطينية من قرى الضفة الغربية وتتبع محافظة قلقيلية، وتبعد عنها 8 كم على ارتفاع 90 متر عن مستوى سطح البحر.
تبلغ مساحة أراضي القرية حوالي 1566 دونم. يحد القرية من الشمال قرية عزبة الأشقر ومن الشرق قرية سنيريا، ومن الجنوب الشرقي قرية مسحة، من الجنوب قرية عزون العتمة، ومن الجنوب الغربي كفر قاسم.

## الأماكن الدينية والأثرية
يوجد في القرية مسجد واحد ويحمل إسم القرية 
الأماكن الأثرية:
- خربة قديمة تعود إلى العهد الروماني
- ابار مياه قديمة تعرف بإسم ابار الخان

## السكان
حسبب تعداد عام 2023 وصل عدد سكان القرية حوالي 1445 نسمة.

## ادارة القرية
في عام 1999 تم تأسيس أول مجلس قروي في بيت أمين يدير شؤونها ويتبع إدارياً لمركز محافظة قلقيلية.

## التاريخ

### الإنتداب البريطاني
انتقلت القرية إلى السيطرة البريطانية حيث هزموا الإمبراطورية العثمانية في الحرب العالمية الأولى . كانت القرية تحت إدارة الانتداب البريطاني لفلسطين حتى عام 1948.

### العصر الإردني
بعد النكبة الفلسطينية عام 1948، وبعد اتفاقيات الهدنة عام 1949، أصبحت بيت أمين تحت الحكم الأردني.

### ما بعد 1967
منذ حرب الأيام الستة عام 1967، أصبحت قرية بيت أمين تحت الاحتلال الإسرائيلي، تم تصنيف حوالي 29.2٪ من أراضي القرية كمنطقة ب، والباقي 70.8٪ كمنطقة ج. وقد صادرت إسرائيل أراضي من بيت أمين وعزون عتمة ومسحة من أجل بناء مستوطنة شيعار تكفا الإسرائيلية. بالإضافة إلى ذلك، فإن الجدار الإسرائيلي في الضفة الغربية قام بعزل بعض أراضي قرية بيت أمين خلف الجدار.